# Ludwig Beltz
Ludwig Beltz (* 19. August 1882 in Krefeld; † 13. September 1944 in Aachen) war ein deutscher Internist und ärztlicher Direktor an den Städtischen Krankenanstalten Aachen.

## Leben und Wirken
Beltz war der Sohn eines Hotelbesitzers und studierte nach seinem Abitur Medizin in Berlin. Nach seinem Staatsexamen und der Promotion im Jahr 1906, war er zunächst am Kreiskrankenhaus Groß-Lichterfelde, anschließend in der Akademie für praktische Medizin in Düsseldorf und ab 1908 im Augusta-Hospital in Köln als Assistenzarzt tätig. Als Sekundärarzt unter Franz Külbs absolvierte Beltz dort seine Fachausbildung zum Internisten und erhielt 1913 einen Lehrauftrag an der Akademie für praktische Medizin in Köln.
Nach seinem Militärdienst im Rang eines Stabsarztes während des Ersten Weltkrieges wurde Beltz als Oberarzt an der Medizinischen Klinik der Medizinischen Fakultät der neu gegründeten Universität zu Köln übernommen. Dort war er ab 1919 zunächst als Privatdozent und nach seiner Habilitation ab 1922 als außerordentlicher Professor tätig. In Fachkreisen machte er sich einen Namen mit Studien zur Hämatologie und zur Nervenheilkunde. Im Jahr 1924 erhielt Beltz einen Ruf an die Städtischen Krankenanstalten Aachen, wo er als ärztlicher Direktor und Nachfolger von Felix Wesener die Medizinische Klinik für Innere Medizin mit insgesamt 300 Betten einschließlich einer Kinderabteilung übernahm. Unter seiner Leitung wurde dieser Bereich zur Klinik für Innere und Nervenleiden weiter ausgebaut, aus der später die Röntgenologie und 1941 die Kinderheilkunde als selbstständige Abteilungen hervorgingen.
In der Zeit des Nationalsozialismus arrangierte sich Beltz auf umsichtige Art und Weise mit dem Regime, indem er zwar der Nationalsozialistischen Volkswohlfahrt (NSV) und dem Reichsbund der Deutschen Beamten (RDB) beitrat sowie Förderndes Mitglied der SS wurde, sich aber darüber hinaus weder von der NSDAP noch von anderen Organisationen vereinnahmen ließ. Im Gegenteil riskierte er mehrfach seine Stellung mit der Umgehung des Verbotes, Kranken und Sterbenden geistlichen Beistand zukommen zu lassen oder Kreuze aus dem Krankenhaus zu entfernen. Auch wurden in seiner Abteilung weder jüdische Patienten noch polnische und russische Zwangsarbeiter oder andere geächtete Minderheiten benachteiligt. Darüber hinaus zeigte Beltz als Gutachter im Rahmen von Erbgesundheitsgerichtsverfahren demonstrative Passivität, obwohl in seiner Abteilung zahlreiche Nervenkranke behandelt wurden. Zudem bezog er mit aktivem und artikuliertem Widerstand gegen die Durchführung rassenhygienischer Zwangsmaßnahmen seiner Kollegen Stellung. Vor allem sein Kollege und erbitterter Gegner, der ärztliche Direktor der Chirurgischen Abteilung Max Krabbel, bemängelte „dass das Fehlen einer Mitwirkung der medizinischen Klinik als Sabotage an einem Dienst am Volk wahrgenommen wird, der aus seiner Sicht unendlich viel Leid verhindern würde.“ Zudem setzte sich Beltz für die Ausbildung jüdischer Medizinstudenten und Ärzte ein, wie beispielsweise für seinen langjährigen Assistenzarzt und Röntgenologen Richard Herz, der allerdings 1938 beschloss, zu emigrieren. Die medizinische Reputation von Beltz und die Notwendigkeit seines Praktizierens waren scheinbar so überzeugend, dass er trotz der Anfechtungen und Denunziationen nicht entlassen wurde.
Als im September 1944 die Bewohner Aachens evakuiert wurden, verlegte man aus Beltz’ Abteilung zunächst die Kinder nach Marienheide, die anderen Patienten wurden je nach Gesundheitszustand entweder teilweise verlegt oder vorzeitig nach Hause entlassen. Am 12. September waren somit fast alle Patienten der städtischen Krankenanstalten und ein Großteil der leitenden Ärzte und des Pflegepersonals ebenso wie per Zwangsevakuierungsbefehl die Zivilbevölkerung und die Behörden evakuiert. Lediglich Beltz verblieb ebenso wie der Radiologe Theodor Möhlmann und der Orthopäde Friedrich Pauwels in Aachen, da er sich entweder der Zwangsevakuierung verweigerte – was nach damaligem Recht zur Todesstrafe hätte führen können – oder gemäß dem Befehl der Gauleitung, unter Berücksichtigung, dass „im Falle der Räumung Aachens geeignete Persönlichkeiten zurückzubleiben hätten, die für die Betreuung der Bevölkerung nach der Besetzung zuständig sein sollten“ und „die politisch nicht besonders hervorgetreten sind, in der Bevölkerung aber das zu ihrer Amtsführung notwendige Vertrauen besitzen.“ Seine Frau und die fünf Kinder verweilten dagegen mittlerweile in einem Notquartier in Olpe und er selbst kam im Hause des befreundeten Unternehmers Hubert Krantz in Aachen unter, nachdem seine Stadtwohnung bereits auf Grund der Zerstörungen nicht mehr bewohnbar war. Als Beltz am Morgen des 13. September 1944 das Haus verlassen wollte, um zum Krankenhaus zu gelangen, wurde er von einem Artilleriegeschoss der heranrückenden amerikanischen Panzer getroffen und tödlich verletzt.
Ludwig Beltz fand seine letzte Ruhestätte auf dem Aachener Waldfriedhof. Posthum wurde ihm zu Ehren auf dem ehemaligen Gelände der städtischen Krankenanstalten in unmittelbarer Nachbarschaft zum Hangeweiher eine Straße auf den Namen „Professor-Beltz-Weg“ getauft.
Die Fotografin Martha Rosenfeld erstellte eine Porträtaufnahme von Ludwig Beltz, die neben 60 anderen Aufnahmen bekannter Aachener Persönlichkeiten im Jahr 1927 im Suermondt-Museum ausgestellt wurden.